# Ибрагимов, Тимур Пулатович
Тимур Пулатович Ибрагимов (узб. Temur Pulatovich Ibragimov; 15 января 1975 года, Ургенч, Узбекистан) — узбекский боксёр-профессионал, выступавший в тяжёлой весовой категории. Заслуженный спортсмен Республики Узбекистан (1994).

## Любительская карьера
Провёл на любительском ринге более 200 боёв и считался одним из ведущих боксёров 1990-х годов. В 1991 году был чемпионом СССР по боксу в возрастной категории 16—18 лет. После распада СССР выиграл чемпионат Узбекистана 5 раз. Выиграл золотую медаль на чемпионате Азии в 1997 году.
Участвовал в летних Олимпийских играх 1996 года. Во втором отборочном бое спорно проиграл хорвату, Стрипе Дрившу .

## Профессиональная карьера
Дебютировал Ибрагимов в 2000 году в тяжёлой весовой категории.
Со статистикой 13-0, в 2004 году вышел против молодого американского боксёра, Кевина Джонсона (3-0). Вязкая манера Джонсона, не позволила Ибрагимову победить. Поединок завершился в ничью.
В ноябре 2005 года нокаутировал американца, Пола Мариначчио (20-1-2).
В 2006 году вышел на ринг против другого известного американца, непобеждённого Келвина Брока (28-0).

### 24 июня 2006Кэлвин Брок—Тимур Ибрагимов
- Место проведения:  Сезар Палас, Лас-Вегас, Невада, США
- Результат: Победа Брока единогласным решением в 12-раундовом бою
- Статус: Рейтинговый бой
- Рефери: Вик Дракулич
- Счет судей: Адалейд Бёрд (119—109), Лу Филиппо (117—111), Роберт Хойл (115—113) — все в пользу Брока
- Вес: Брок 101,60 кг; Ибрагимов 99,30 кг
- Трансляция: HBO BAD

В июне 2006 года состоялся бой двух непобежденных боксеров: американца Кэлвина Брока и узбекистанца Тимура Ибрагимова. Боксёры приняли оборонительную стратегию боя, и не наносили частые и тяжёлые удары, пытаясь сохранить силы, учитывая очень высокую температуру на ринге. Брок имел преимущество в бою. В 11-м раунде он дважды поскользнулся и упал. Падения не были нокдаунами. По итогам 12-ти раундов судьи единогласно, но с большой разницей в оценках, присудили Броку победу.

### 2007—2011
В 2007 году Ибрагимов по очкам проиграл американцу, Тони Томпсону. После этого, Ибрагимов победил немца, Тимо Хоффмана.
В 2009 году Ибрагимов победил по очкам бывшего чемпиона в первом тяжёлом весе, Альфреда Коула. А в 2010 году Тимур победил бывшего чемпиона в супертяжёлом весе, Оливера Маккола.
В августе 2010 года, Ибрагимов победил непобеждённого Гурчарна Синга (20-0). В конце года, Ибрагимов раздельным решением уступил бывшему чемпиону мира в первом тяжёлом весе Жан-Марку Мормеку.

### 10 декабря 2011Тимур Ибрагимов —Сет Митчелл
- Место проведения:  Конвеншн Центр, Вашингтон, США
- Результат: Победа Митчелла техническим нокаутом во 2-м раунде в 10-раундовом бою
- Статус: Рейтинговый бой
- Рефери:  Малик Уалид
- Время: 2:48
- Вес: Митчелл 109,1 кг; Ибрагимов 100,2 кг
- Трансляция: HBO

10 декабря в рейтинговом поединке сошлись Сет Митчелл и Тимур Ибрагимов. Ибрагимов год не выходил после спорного поражения от Мормека. В конце 2-го раунде, Ибрагимов начал много пропускать ударов. Митчелл зажал Ибрагимова в углу ринга, и как только начал наносить мощную серию, вмешался рефери и остановил поединок. Митчелл победил техническим нокаутом во 2-м раунде, и стал первым боксёром, которому удалось досрочно победить Ибрагимова.
- 25 июня 2012 года в Узбекистане, победил по очкам боксёра из ЮАР, Вайзмана Дломо (10-8-2), и завоевал вакантный пан-Африканский титул по версии WBA[11].